# 美國創價大學
33°33′17″N 117°44′07″W / 33.554722°N 117.735361°W

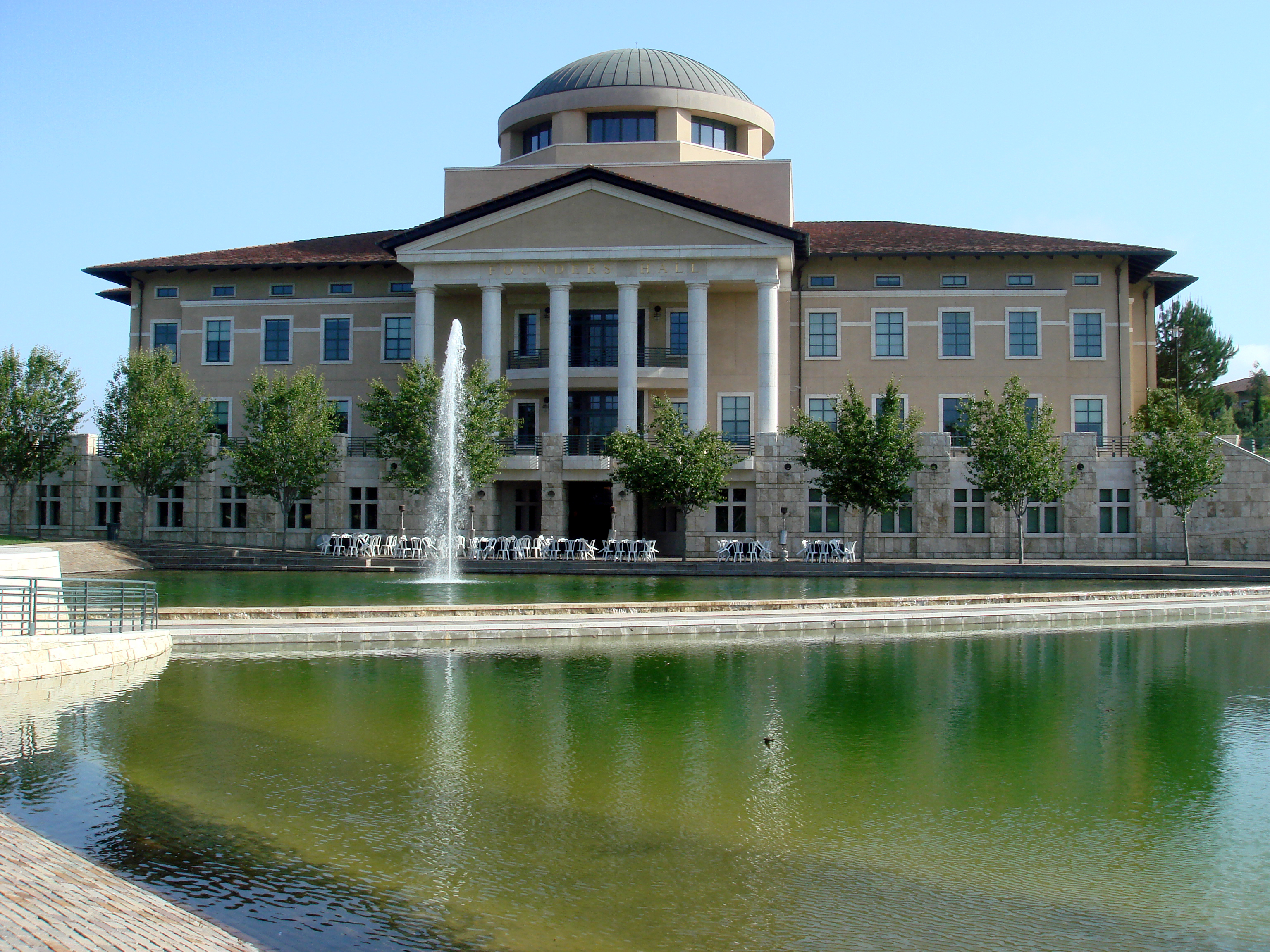
Founder's Hall

美國創價大學（Soka University of America，SUA）是位於美國加利福尼亞州亞里索維耶荷的一所私立大學， 它是日本創價大學的姊妹校，由創價學會在1987年成立，包含一個文理學院和一個研究生院。2021年《美國新聞與世界報道》 將其列在國內文理學院中的第28位。

## 外部連結
- 官方网站
- Pacific Basin Research Center at SUA